# Manglars de Nova Guinea
Els manglars de Nova Guinea són una ecoregió de manglars que cobreix de manera discontínua extenses zones de la costa de Nova Guinea, la gran illa de l'oceà Pacífic occidental al nord d'Austràlia.

## Ubicació i descripció
Els manglars de Nova Guinea cobreixen una superfície de 26.800 quilòmetres quadrats, especialment entre les desembocadures dels rius de la costa sud de l'illa. Aquesta ecoregió conté la major diversitat d'espècies de manglars del món i són un hàbitat important per a la vida silvestre. Les zones de manglars a la costa nord de Nova Guinea es poden trobar a les desembocadures dels rius Sepik i Ramu, al costat oriental de la badia de Cenderawasih, i a la badia de Dyke Ackland i l'estret de Ward Hunt. Tanmateix, les zones més grans es troben a la costa sud, incloent-hi les desembocadures dels rius Purari, Kikori i Fly. Algunes zones com el delta de Kikori tenen manglars més grans i gruixuts que d'altres. La badia de Bintuni, a l'oest de Nova Guinea, que es troba entre les penínsules de Bird's Head i Bomberai, conté la zona contínua més gran de manglars d'Indonèsia, i només és superada pels Sundarbans de l'Índia i Bangladesh.

## Clima
La costa de Nova Guinea té un clima monsònic tropical, exceptuant part de l'ecoregió de sabana i praderies més seques de la costa sud.

## Flora
La varietat de zones amb dipòsits recents i ben establerts, la profunditat variable de l'aigua i les variacions de salinitat derivades de la barreja d'aigua salada i dolça creen una diversitat d'hàbitats que alberguen diferents barreges d'espècies. A la costa, espècies pioneres del gènere Avicennia (Avicennia alba i Avicennia marina), solen ser les primeres a establir-se a les costes, amb Sonneratia creixent als rierols costaners. Les seves complexes xarxes d'arrels fomenten una major sedimentació i creixement, cosa que crea ombra que permet que Rhizophora mucronata s'estableixi, substituint finalment les intolerants a l'ombra Avicennia i Sonneratia. Després, Rhizophora apiculata i Bruguiera parviflora (i ocasionalment Bruguiera gymnorhiza) són les següents en successió, però encara en aigües amb més d'un 10% de salinitat. Els boscos de manglars madurs inclouen Xylocarpus, Lunmitzera i Heritiera. El Xylocarpus granatum, que es troba a Papua, pot formar poblaments monotípics, que arriben fins als 20 metres d'alçada, amb troncs reforçats de fins a un metre de diàmetre.
On els fluxos d'aigua dolça creen un ambient salobre menys salat, la palmera de manglar Nypa fruticans és comuna, juntament amb Xylocarpus granatum i Heritiera littoralis. Els boscos de manglar que voregen els boscos de pantà d'aigua dolça inclouen Bruguiera sexangula, Camptostemon schultzii, Dolichandrone spathacea, Diospyros spp., Excoecaria agallocha, Heritiera littoralis, Rhizophora apiculata i Xylocarpus granatum, juntament amb espècies típiques dels boscos de pantà d'aigua dolça, com ara Calophyllum spp., Kwila (Intsia bijuga), Myristica hollrungii i Amoora cucullata.
S'han registrat més de 30 espècies de manglars a la badia de Bintuni, i els manglars no alterats poden arribar a créixer fins a 30 metres d'alçada.

### El creixement dels manglars
Els manglars depenen d'una sèrie complexa de processos mareals naturals dinàmics que creen les condicions per a la seva supervivència. Els rius que dipositen sediments, juntament amb les onades i els corrents costaners, remodelen la zona mareal on prosperen els manglars. Hi ha diverses característiques que totes les espècies de manglars tenen en comú. Aquestes inclouen la tolerància a condicions d'alta salinitat del sòl, la tolerància a la immersió en aigua o sòl entollat i a condicions de baixa concentració d'oxigen en el medi radical. L'ús de l'aigua per dispersar les plantes joves també és molt característic dels manglars. Com a resultat del sòl entollat on resideixen els manglars, han format adaptacions per ajudar-los a sobreviure. Per exemple, els manglars negres sobreviuen en sòl entollat mitjançant l'ús d"arrels tubulars" especials anomenats pneumatòfors. Aquestes estructures estan cobertes amb petits forats anomenats lenticel·les que permeten a les arrels respirar de la mateixa manera que un tub d'aire et permet respirar sota l'aigua. Hi ha adaptacions a la salinitat on viuen aquests arbres. Poden concentrar gran part de la sal dels teixits en fulles més velles, que aviat cauran, emportant-se l'excés de sal amb elles. Algunes espècies fins i tot tenen glàndules salines que excreten sal a la superfície de les fulles permetent que sigui arrossegada per la pluja.
Els manglars comencen com una llavor anomenada propàgul, que germina mentre encara està unida a l'arbre. La llavor té una forma cilíndrica llarga que cau de l'arbre mare i o bé s'enganxa al fang que creix al costat de l'arbre mare, o bé sura cap al mar. Aquestes llavors tenen una coberta protectora molt forta que els permet surar i sobreviure durant llargues distàncies i períodes de temps. La plàntula pot finalment arribar a un punt de la seva destinació on les condicions són favorables, i les arrels després de contactar amb el terra i colgar-se continuaran desenvolupant-se, formant un nou manglar. La dispersió d'aquests arbres joves "vius" s'anomena vivípara, o naixement de cries vives, molt similar als mamífers i alguns insectes.